# William McKinley
William McKinley, Jr. (29 tháng 1 năm 1843 - 14 tháng 9 năm 1901) là Tổng thống thứ 25 của Hoa Kỳ tại nhiệm từ năm 1897 cho đến khi ông bị ám sát vào năm 1901. Trong nhiệm kỳ của mình, Tổng thống McKinley đã dẫn dắt nước Mỹ giành thắng lợi trong Chiến tranh Tây Ban Nha-Hoa Kỳ, tăng mức thuế quan bảo hộ để khuyến khích nền công nghiệp Hoa Kỳ, và mở rộng chính sách tiền tệ bằng cách giữ hệ thống kim bản vị thay vì sử dụng bạc tự do.
McKinley là quân nhân cuối cùng của cuộc Nội chiến Hoa Kỳ được bầu làm Tổng thống. Ngoài ra, ông cũng là vị Tổng thống duy nhất tham gia cuộc Nội chiến với tư cách một Binh nhì, cấp bậc thấp nhất, của lực lượng Liên bang miền Bắc. Tuy nhiên, ông đã được phong hàm Thiếu tá khi chiến tranh kết thúc. Sau cuộc Nội chiến, ông hành nghề luật ở thành phố Canton, Ohio và kết hôn với Ida Saxton. Năm 1876, ông được bầu làm dân biểu ở Hạ viện Hoa Kỳ và trở thành một chuyên gia của Đảng Cộng hòa trong vấn đề mức thuế bảo hộ, điều mà ông tin rằng sẽ mang đến sự thịnh vượng cho đất nước. Do Đạo luật Thuế McKinley ban hành năm 1890 của ông đã gây nên nhiều cuộc tranh cãi, cộng với việc Đảng Dân chủ được quyền phân chia lại các quận Quốc hội tại Ohio để phục vụ lợi ích của họ (tiếng Anh: gerrymandering), McKinley, một thành viên Đảng Cộng hòa, đã phải rời Hạ viện sau cuộc bầu cử dân biểu năm 1890. Ông được bầu làm Thống đốc Ohio vào năm 1891 và tái đắc cử năm 1893. Trong thời gian này, các chính sách của ông ban hành đều bảo đảm cân bằng quyền lợi cho cả doanh nghiệp và người lao động. Với sự giúp đỡ của cố vấn thân cận Mark Hanna, ông đã được Đảng Cộng hòa đề cử trở thành ứng viên Tổng thống trong cuộc bầu cử năm 1896 - thời kỳ Hoa Kỳ đang phải trải qua một cuộc suy thoái kinh tế nghiêm trọng. Ông đã đánh bại đối thủ đến từ Đảng Dân chủ là William Jennings Bryan sau khi thi hành chiến dịch trước sân nhà (tiếng Anh: front porch campaign) - McKinley sẽ phát biểu trước những người ủng hộ ông ngay tại nhà hoặc một địa điểm nào đó gần nhà. Tại những buổi phát biểu này, McKinley đã nêu rõ quan điểm của mình là ủng hộ sử dụng đồng đô la vàng như một đồng tiền mạnh (trừ khi bị thay đổi bởi quốc tế) và hứa rằng tăng thuế sẽ giúp hồi phục sự thịnh vượng của đất nước.
Chính quyền Tổng thống McKinley đã mang đến một sự phát triển nhanh chóng và mạnh mẽ về mặt kinh tế. McKinley ủng hộ Đạo luật Thuế Dingley ban hành năm 1897 nhằm bảo vệ các doanh nghiệp sản xuất và công nhân nhà máy khỏi các đối thủ từ nước ngoài. Đồng thời, năm 1900, ông đã bảo đảm việc Đạo luật Bản vị vàng được thông qua. McKinley đã hi vọng rằng ông có thể thuyết phục được Tây Ban Nha có thể trao quyền độc lập cho Cuba một cách hòa bình. Tuy nhiên, khi cuộc đàm phán thất bại, ông là người đã dẫn nước Mỹ đến cuộc chiến tranh Tây Ban Nha-Hoa Kỳ năm 1898. Dưới sự lãnh đạo của McKinley, nước Mỹ đã giành được chiến thắng nhanh chóng. Sau đó, theo như một phần của Hiệp định Paris năm 1898, Tây Ban Nha phải giao cho Hoa Kỳ các thuộc địa của mình ở hải ngoại như Puerto Rico, Guam, và Phillippines. Đồng thời, Cuba cũng được trao quyền độc lập, nhưng thời gian đó, phải ở dưới sự quản lý của Quân đội Hoa Kỳ. Cũng trong năm 1898, Cộng hòa Hawaii sáp nhập và trở thành một phần của lãnh thổ Hoa Kỳ.
Các nhà sử học đánh giá rằng chiến thắng của McKinley trong cuộc bầu cử năm 1896 là một cuộc bầu cử tái tổ chức (tiếng Anh: realigning election) đã đánh dấu sự kết thúc của giai đoạn ba của hệ thống đảng phái chính trị thời kỳ hậu Nội chiến bằng cách mở lối cho Đảng Cộng hòa chiếm ưu thế ở giai đoạn bốn của hệ thống đảng phái chính trị và dẫn đến Thời kỳ tiến bộ. McKinley đánh bại Bryan một lần nữa trong cuộc bầu cử năm 1900 do tập trung vào các vấn đề như chủ nghĩa đế quốc, bảo hộ mậu dịch, và hệ thống bạc tự do. Các di sản thời Tổng thống của McKinley bất ngờ bị cắt đứt khi vào năm 1901, ông bị ám sát bởi Leon Czolgosz - một F2 (thế hệ thứ hai) trong gia đình người Mỹ gốc Ba Lan và theo chủ nghĩa vô chính phủ. McKinley qua đời 8 ngày sau sự kiện ám sát, và Phó Tổng thống lúc bấy giờ là Theodore Roosevelt đã lên kế nhiệm vị trí của McKinley. Với vai trò là một nhà cải cách của chủ nghĩa can thiệp (tiếng Anh: interventionism) và là một người đứng về phía các doanh nghiệp, chính quyền của McKinley được các nhà sử học đánh giá trên mức trung bình trong bảng xếp hạng các Tổng thống. Tuy nhiên, về sau, chính quyền Roosevelt đã làm lu mờ các nhận thức tích cực của người dân Mỹ về McKinkey.

## Thời thơ ấu và gia đình

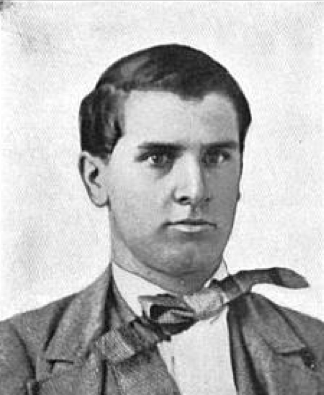
McKinley năm 1858

William McKinley Jr. sinh ngày 29 tháng 1 năm 1843 tại Niles, Ohio, là con thứ bảy trong số chín người con của William McKinley Sr. và Nancy (nhũ danh Allison) McKinley. Gia đình McKinley có nguồn gốc Anh và Scotland-Ailen và đã định cư ở phía tây Pennsylvania vào thế kỷ 18. Tổ tiên nhập cư của họ là David McKinley, sinh ra ở Dervock, County Antrim, thuộc Bắc Ireland ngày nay. William McKinley Sr. sinh ra ở Pennsylvania, tại Pine Township, Mercer County.
Gia đình chuyển đến Ohio khi McKinley cấp cao còn là một cậu bé, định cư ở New Lisbon (nay là Lisbon). Anh ấy gặp Nancy Allison ở đó và sau đó họ kết hôn. Gia đình Allison chủ yếu là người gốc Anh và là một trong những người định cư sớm nhất ở Pennsylvania. Nghề buôn bán của gia đình hai bên là làm đồ sắt. Cấp cao của McKinley đã điều hành foundries khắp Ohio, ở New Lisbon, Niles, Ba Lan và cuối cùng là Canton. Gia đình McKinley, giống như nhiều gia đình từ Western Reserve của Ohio, chìm đắm trong Whiggish và tình cảm người theo chủ nghĩa bãi nô, tình cảm sau này dựa trên niềm tin trung thành của gia đình Người theo chủ nghĩa bãi nô.

## Sự nghiệp chính trị

### Hạ viện Hoa Kỳ
Vào khoảng thập niên 1880, người đàn ông quê Ohio này được biết đến khắp toàn quốc với tư cách là nhà lãnh đạo Đảng Cộng hòa. Các chính sách nổi trội của ông là coi việc đánh thuế cao vào hàng nhập khẩu như là một phương châm cho sự thịnh vượng, điển hình là bảng thuế McKinley ra đời năm 1890.

## Chính trị gia nổi lên (1877–1895)

### Người phát ngôn bảo vệ

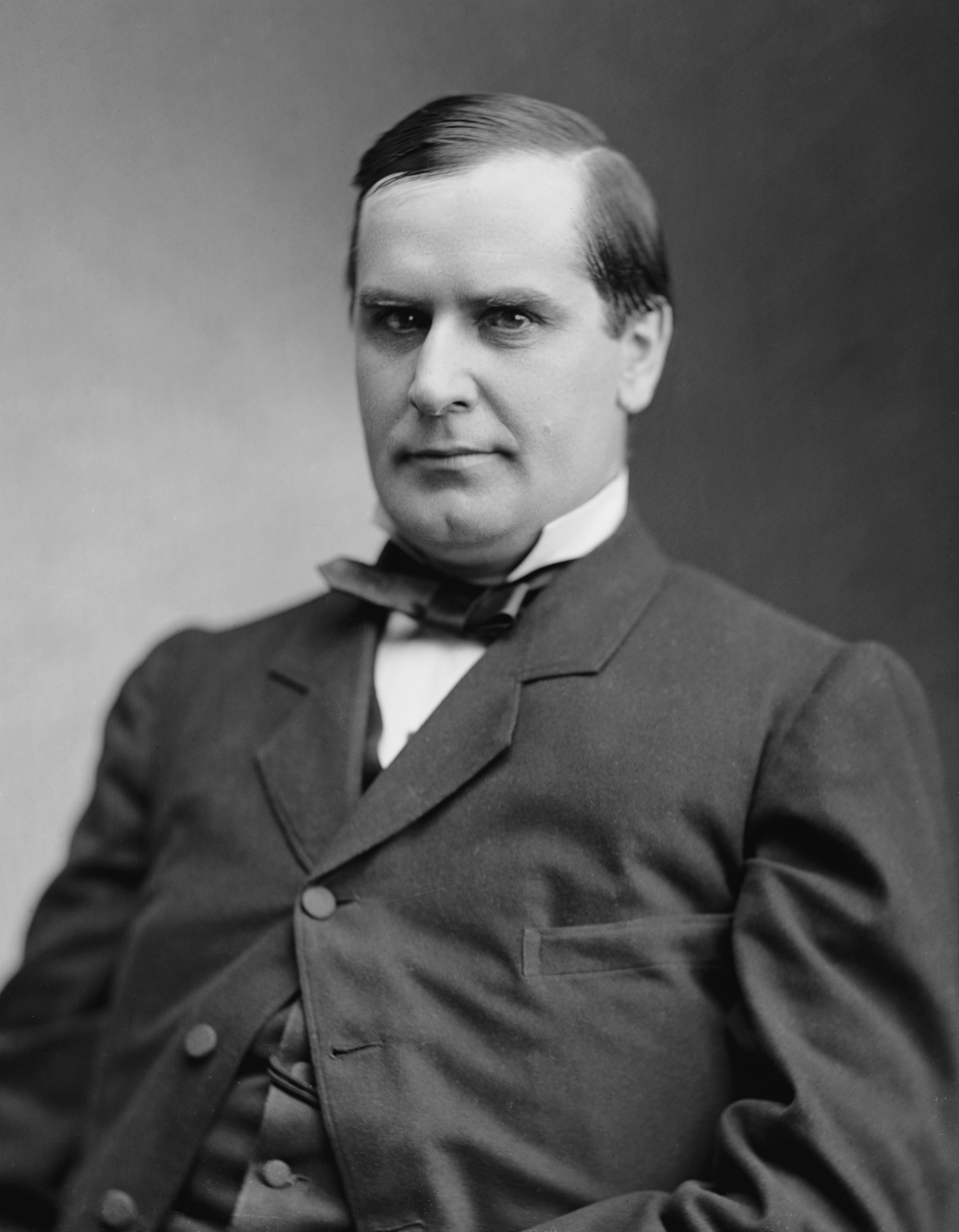
Hạ Nghị sĩ McKinley

McKinley đảm nhận ghế quốc hội vào tháng 10 năm 1877, khi Tổng thống Hayes triệu tập Quốc hội vào phiên họp đặc biệt. Với việc đảng Cộng hòa chiếm thiểu số, McKinley được giao những nhiệm vụ ủy ban không quan trọng mà ông đảm nhận một cách tận tâm. Tình bạn của McKinley với Hayes không mang lại lợi ích gì cho McKinley trên Capitol Hill, vì tổng thống không được nhiều nhà lãnh đạo ở đó đánh giá cao. Nghị sĩ trẻ đã đoạn tuyệt với Hayes về vấn đề tiền tệ, nhưng điều đó không ảnh hưởng đến tình bạn của họ. Hoa Kỳ thực tế đã được đặt trên bản vị vàng bởi Đạo luật tiền xu năm 1873; Khi giá bạc giảm đáng kể, nhiều người đã tìm cách biến bạc trở thành vật liệu đấu thầu hợp pháp, ngang bằng với vàng. Diễn biến như vậy sẽ gây ra lạm phát, nhưng những người ủng hộ lập luận rằng lợi ích kinh tế của cung tiền tăng lên sẽ xứng đáng với lạm phát; những người phản đối cảnh báo rằng "bạc miễn phí" sẽ không mang lại những lợi ích đã hứa và sẽ gây hại cho Hoa Kỳ trong thương mại quốc tế. McKinley đã bỏ phiếu cho Đạo luật Bland–Allison năm 1878, bắt buộc chính phủ phải mua số lượng lớn bạc để kiếm tiền, đồng thời cũng tham gia vào đa số trong mỗi viện để bác bỏ quyền phủ quyết của Hayes đối với đạo luật. Khi làm như vậy, McKinley đã bỏ phiếu chống lại quan điểm của lãnh đạo đảng Cộng hòa tại Hạ viện, James Garfield, một người Ohio và là bạn của ông ta.
Ngay từ nhiệm kỳ đầu tiên tại Quốc hội, McKinley đã là người ủng hộ mạnh mẽ các mức thuế bảo hộ. Mục đích chính của việc áp thuế như vậy không phải là tăng doanh thu mà là để cho phép ngành sản xuất của Mỹ phát triển bằng cách tạo cho nước này lợi thế về giá ở thị trường nội địa so với các đối thủ cạnh tranh nước ngoài. Người viết tiểu sử McKinley Margaret Leech lưu ý rằng Canton đã trở nên thịnh vượng như một trung tâm sản xuất thiết bị nông nghiệp nhờ bảo hộ, và điều này có thể đã giúp hình thành quan điểm chính trị của ông. McKinley đã giới thiệu và ủng hộ các dự luật tăng mức thuế bảo hộ, đồng thời phản đối những dự luật hạ thấp chúng hoặc áp đặt thuế chỉ để tăng doanh thu. Garfield được bầu làm chủ tịch tổng thống vào năm 1880 đã tạo ra một chỗ trống trong Ủy ban Phương tiện và Cách thức Hạ viện; McKinley đã được chọn để điền vào vị trí đó, giành được một vị trí trong ủy ban quyền lực nhất chỉ sau hai nhiệm kỳ.
McKinley ngày càng trở thành một nhân vật quan trọng trong nền chính trị quốc gia. Năm 1880, ông phục vụ một nhiệm kỳ ngắn với tư cách là đại diện của Ohio trong Ủy ban Quốc gia Đảng Cộng hòa. Năm 1884, ông được bầu làm đại biểu cho đại hội Đảng Cộng hòa năm đó, nơi ông giữ chức chủ tịch Ủy ban về các Nghị quyết và giành được nhiều lời khen ngợi vì cách xử lý đại hội khi được mời làm chủ tọa. Đến năm 1886, McKinley, Thượng nghị sĩ John Sherman và Thống đốc Joseph B. Foraker được coi là lãnh đạo của đảng Cộng hòa ở Ohio. Sherman, người đã giúp thành lập Đảng Cộng hòa, ba lần tranh cử để được Đảng Cộng hòa đề cử làm tổng thống vào những năm 1880, mỗi lần đều thất bại, trong khi Foraker bắt đầu thăng tiến nhanh chóng trong chính trường Ohio vào đầu những năm thập kỷ. Hanna, sau khi tham gia các vấn đề công cộng với tư cách là nhà quản lý chính trị và người đóng góp hào phóng, đã ủng hộ tham vọng của Sherman, cũng như của Foraker. Mối quan hệ sau này tan vỡ tại Đại hội toàn quốc Đảng Cộng hòa năm 1888, nơi McKinley, Foraker và Hanna đều là đại biểu ủng hộ Sherman. Tin chắc rằng Sherman không thể giành chiến thắng, Foraker đã ủng hộ Maine Thượng nghị sĩ James G. Blaine, ứng cử viên tổng thống năm 1884 của Đảng Cộng hòa không thành công. Khi Blaine nói rằng anh ta không phải là ứng cử viên, Foraker quay lại với Sherman, nhưng đề cử thuộc về cựu thượng nghị sĩ Indiana Benjamin Harrison, người được bầu làm tổng thống. Trong nỗi cay đắng kéo theo quy ước, Hanna đã bỏ rơi Foraker. Trong suốt quãng đời còn lại của McKinley, Đảng Cộng hòa Ohio bị chia thành hai phe, một phe theo McKinley, Sherman và Hanna, còn phe kia theo Foraker. Hanna bắt đầu ngưỡng mộ McKinley và trở thành bạn, đồng thời là cố vấn thân cận của anh ta. Mặc dù Hanna vẫn hoạt động tích cực trong kinh doanh và thúc đẩy các thành viên Đảng Cộng hòa khác, nhưng trong những năm sau 1888, ông đã dành ngày càng nhiều thời gian để thúc đẩy sự nghiệp chính trị của McKinley.

### Bầu cử Tổng thống Hoa Kỳ năm 1896
Với tư cách là ứng cử viên đảng Cộng hòa trong cuộc bầu cử tổng thống năm 1896, ông nắm giữ tiêu chuẩn vàng và đề xuất Thuyết đa nguyên giữa các nhóm sắc tộc. Chiến dịch tranh cử của McKinley, thiết kế bởi Mark Hanna, giới thiệu những kĩ thuật quảng bá cổ động mới trong tranh cử đồng thời đã tạo nên cuộc cách mạng hóa cho các loại hình quảng cáo cổ động tranh cử, chiến dịch này đã đánh bại chiến dịch của đối thủ của ông là William Jennings Bryan. McKinley đã lãnh đạo đất nước trở lại thời kỳ thịnh vượng sau cuộc suy thoái kinh tế năm 1893 và ông tái đắc cử sau một cuộc bầu cử quyết liệt nữa với Bryan năm 1900, lần này là tập trung vào chính sách đối ngoại.Trong nhiều tháng ông đã phản đối yêu cầu của cộng đồng cho cuộc chiến, một cuộc chiến bắt nguồn từ các thông tin về sự tàn bạo của Tây Ban Nha tại Cuba, nhưng chính quyền của McKinley đã không thể ép Tây Ban Nha đồng ý thực hiện cải tổ ngay lập tức. Sau đó ông xâm chiếm Philippines, Puerto Rico, Guam và Hawaii đồng thời thiết lập nên một chế độ bảo hộ với Cuba.
McKinley đã giành được chiến thắng trong đại cử tri đoàn bằng cách thắng hầu hết miền Đông và Đông Bắc, trong khi Bryan đã thể hiện tốt ở miền Nam, miền Tây và vùng nông thôn Trung Tây. Số lượng rất lớn người Mỹ gốc Đức đã ủng hộ McKinley, người đã giành được đa số phiếu trong tầng lớp trung lưu, công nhân nhà máy lành nghề, công nhân đường sắt và nông dân giàu có.

## Tổng thống (1897–1901)

### Nhậm chức và bổ nhiệm

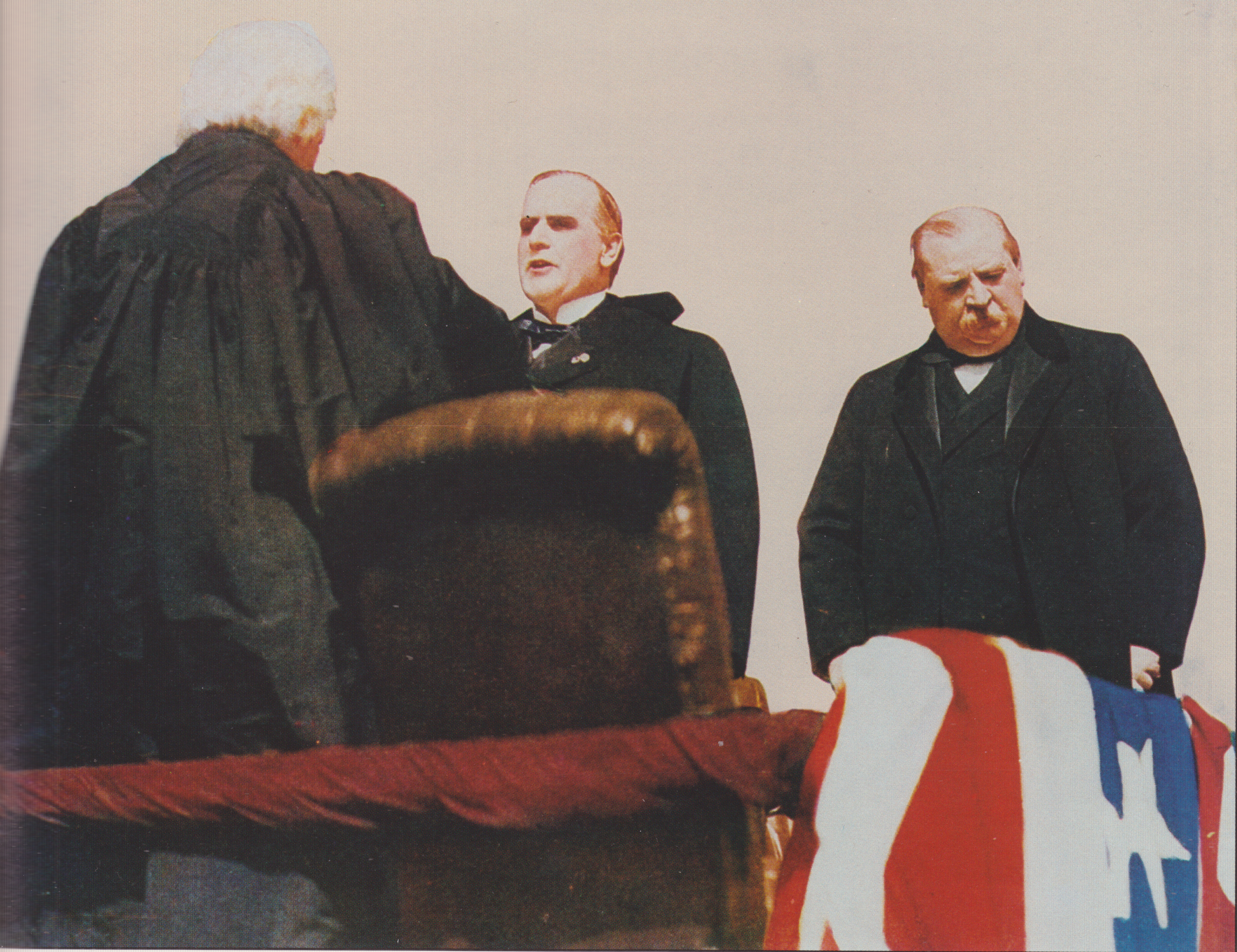
Chánh án Melville Fuller tuyên thệ bầu William McKinley làm tổng thống; Tổng thống sắp mãn nhiệm Grover Cleveland ở bên phải

McKinley tuyên thệ nhậm chức tổng thống vào ngày 4 tháng 3 năm 1897, trước sự chứng kiến của vợ và mẹ ông. Tân tổng thống có bài diễn văn nhậm chức dài dòng; ông kêu gọi cải cách thuế quan và tuyên bố rằng vấn đề tiền tệ sẽ phải chờ luật thuế quan. Ông cảnh báo chống lại sự can thiệp của nước ngoài, "Chúng tôi không muốn chiến tranh xâm lược. Chúng tôi phải tránh sự cám dỗ xâm lược lãnh thổ."
Việc bổ nhiệm Nội các gây tranh cãi nhất của McKinley là việc bổ nhiệm John Sherman làm Bộ trưởng Ngoại giao. Sherman có danh tiếng xuất sắc nhưng tuổi già khiến khả năng của ông nhanh chóng suy giảm. McKinley cần bổ nhiệm Hanna vào Thượng viện nên Thượng nghị sĩ Sherman đã được chuyển lên.  Khả năng trí tuệ của Sherman đã suy tàn ngay cả vào năm 1896; điều này đã được nói đến rộng rãi trong giới chính trị, nhưng McKinley không tin vào những tin đồn. Tuy nhiên, McKinley đã cử anh họ của mình, William McKinley Osborne, đi ăn tối với người đàn ông 73 tuổi- thượng nghị sĩ cũ; ông báo cáo lại rằng Sherman có vẻ minh mẫn hơn bao giờ hết. McKinley đã viết sau khi cuộc hẹn được công bố, "những câu chuyện liên quan đến Thượng nghị sĩ Sherman 'suy thoái tinh thần' là không có cơ sở ... Khi tôi gặp anh ấy lần cuối, tôi tin chắc rằng sức khỏe hoàn hảo của anh ấy, cả về thể chất lẫn tinh thần, cũng như triển vọng cuộc sống rất tốt."
Hạ Nghị sĩ từ bang Maine Nelson Dingley Jr. là sự lựa chọn của McKinley cho vị trí Bộ trưởng Tài chính; ông đã từ chối nó, muốn tiếp tục làm chủ tịch Ủy ban Cách thức và Phương tiện. Charles Dawes, người từng là trung úy của Hanna ở Chicago trong chiến dịch tranh cử, đã được cân nhắc cho vị trí Kho bạc nhưng theo một số tài khoản, Dawes cho rằng mình còn quá trẻ. Dawes cuối cùng đã trở thành Người kiểm soát tiền tệ; ông ghi lại trong nhật ký đã xuất bản của mình rằng ông đã mạnh mẽ thúc giục McKinley bổ nhiệm ứng cử viên thành công, Lyman J. Gage, chủ tịch của Ngân hàng quốc gia đầu tiên Chicago và một Đảng viên Đảng Dân chủ làm thư ký. Bộ Hải quân đã được trao cho cựu Dân biểu Massachusetts John Davis Long, một người bạn cũ ở Hạ viện, vào ngày 30 tháng 1 năm 1897. Mặc dù ban đầu McKinley có ý cho phép Long chọn trợ lý của riêng mình, nhưng Tổng thống đắc cử đã phải chịu áp lực đáng kể. bổ nhiệm Theodore Roosevelt, người đứng đầu Ủy ban Cảnh sát Thành phố New York và là một nhà sử học hải quân đã xuất bản. McKinley tỏ ra miễn cưỡng, nói với một người ủng hộ Roosevelt, "Tôi muốn hòa bình và tôi được biết rằng người bạn Theodore của bạn luôn gây gổ với mọi người."
Ngoài Sherman, McKinley còn thực hiện một số bổ nhiệm thiếu sáng suốt khác trong Nội các, McKinley đã thực hiện một số bổ nhiệm thiếu khôn ngoan vào năm 1897, đặc biệt là Russell Alger tại Bộ Chiến tranh và John Sherman tại Bộ Ngoại giao". Nhưng hon hết là vị trí Bộ trưởng Chiến tranh, thuộc về Russell A. Alger, cựu tướng quân và thống đốc Michigan. Đủ năng lực trong thời bình, Alger tỏ ra kém cỏi khi xung đột với Tây Ban Nha bắt đầu. Khi Bộ Chiến tranh vướng vào vụ bê bối, Alger từ chức theo yêu cầu của McKinley vào giữa năm 1899. Phó Tổng thống Hobart, với tư cách là theo thông lệ vào thời điểm đó, không được mời tham dự các cuộc họp Nội các. Tuy nhiên, ông đã chứng tỏ là một cố vấn có giá trị cho cả McKinley và các thành viên Nội các của ông. Phó Tổng thống giàu có thuê một nơi ở gần Nhà Trắng; hai gia đình đến thăm nhau không theo nghi thức, và vợ của Phó Tổng thống, Jennie Tuttle Hobart, đôi khi được thay thế làm bà chủ của Executive Mansion khi Ida McKinley không khỏe. Đối với hầu hết của chính quyền McKinley, George B. Cortelyou từng là thư ký riêng của ông. Cortelyou, người từng giữ ba chức vụ trong Nội các dưới thời Theodore Roosevelt, đã trở thành sự kết hợp giữa thư ký báo chí và Chánh văn phòng cho McKinley.

### Khủng hoảng Cuba và chiến tranh với Tây Ban Nha

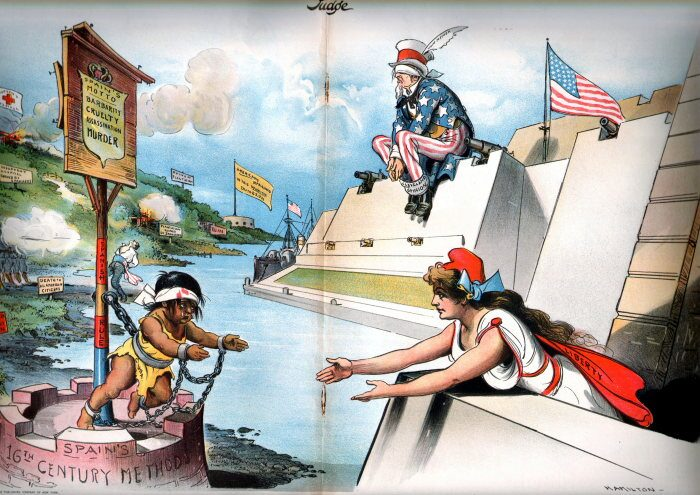
Biên tập phim hoạt hình can thiệp ở Cuba. Columbia (người dân Mỹ) vươn tay giúp đỡ Cuba bị áp bức vào năm 1897 trong khi Chú Sam (chính phủ Hoa Kỳ) mù quáng trước cuộc khủng hoảng và sẽ không sử dụng những khẩu súng mạnh mẽ của mình để giúp đỡ. Tạp chí, ngày 6 tháng 2 năm 1897.

Trong nhiều thập kỷ, quân nổi dậy ở Cuba đã tiến hành một chiến dịch không liên tục để giành tự do khỏi ách thống trị của thực dân Tây Ban Nha. Đến năm 1895, cuộc xung đột đã mở rộng thành chiến tranh giành độc lập cho Cuba. Khi chiến tranh nhấn chìm hòn đảo, sự trả thù của Tây Ban Nha chống lại quân nổi dậy ngày càng khắc nghiệt hơn. Dư luận Mỹ ủng hộ quân nổi dậy, và McKinley chia sẻ sự phẫn nộ của họ đối với các chính sách của Tây Ban Nha. Tuy nhiên, trong khi dư luận kêu gọi chiến tranh để giải phóng Cuba, McKinley lại ủng hộ cách tiếp cận hòa bình, hy vọng rằng thông qua đàm phán, Tây Ban Nha có thể bị thuyết phục để trao trả độc lập cho Cuba, hoặc ít nhất là cho phép người Cuba có một số quyền tự trị ở một mức độ nào đó. Hoa Kỳ và Tây Ban Nha bắt đầu đàm phán về chủ đề này vào năm 1897, nhưng nó đã trở thành rõ ràng rằng Tây Ban Nha sẽ không bao giờ thừa nhận nền độc lập của Cuba, trong khi quân nổi dậy (và những người Mỹ ủng hộ họ) sẽ không bao giờ chấp nhận bất cứ điều gì ít hơn.
Vào tháng 1 năm 1898, Tây Ban Nha hứa sẽ nhượng bộ một số quân nổi dậy, nhưng khi lãnh sự Fitzhugh Lee người Mỹ báo cáo về bạo loạn ở Havana, McKinley đồng ý gửi thiết giáp hạm USS Maine Vào ngày 15 tháng 2, tàu Maine phát nổ và chìm khiến 266 người thiệt mạng. Sự chú ý của dư luận tập trung vào cuộc khủng hoảng và sự đồng thuận là bất kể ai đặt bom, Tây Ban Nha đều đã thua kiểm soát Cuba. McKinley nhấn mạnh rằng tòa điều tra trước tiên phải xác định xem vụ nổ có phải là vô tình hay không. Các cuộc đàm phán với Tây Ban Nha vẫn tiếp tục khi tòa án xem xét bằng chứng, nhưng trên Ngày 20 tháng 3, tòa án ra phán quyết rằng Maine đã bị nổ tung bởi mìn dưới nước. As Áp lực chiến tranh ngày càng gia tăng tại Quốc hội, McKinley tiếp tục đàm phán để giành độc lập cho Cuba. Tây Ban Nha từ chối đề xuất của McKinley, và vào ngày 11 tháng 4, McKinley chuyển vấn đề này lên Quốc hội. Ông không yêu cầu chiến tranh, nhưng Quốc hội đã đưa ra quyết định và tuyên chiến vào ngày 20 tháng 4, với việc bổ sung Tu chính án Teller, từ chối mọi ý định sáp nhập Cuba. Nick Kapur nói rằng hành động của McKinley dựa trên các giá trị của chủ nghĩa trọng tài, chủ nghĩa hòa bình, chủ nghĩa nhân đạo và sự tự kiềm chế nam tính chứ không phải dựa trên áp lực bên ngoài.
Việc mở rộng điện báo và sự phát triển của điện thoại đã mang lại cho McKinley quyền kiểm soát tốt hơn trong việc quản lý chiến tranh hàng ngày so với các tổng thống trước đó đã được hưởng, và ông đã sử dụng các công nghệ mới để chỉ đạo các hoạt động di chuyển của quân đội và hải quân trong chừng mực mà ông ấy muốn. có thể. McKinley nhận thấy Alger không đủ khả năng làm Bộ trưởng Chiến tranh và không hòa hợp với tướng chỉ huy của Quân đội, Nelson A. Miles. Bỏ qua họ, trước tiên anh ta tìm kiếm lời khuyên chiến lược từ người tiền nhiệm của Miles, Tướng John Schofield, và sau đó từ Tướng phụ tá Henry Clarke Corbin . Chiến tranh đã dẫn đến sự thay đổi trong nội các của McKinley, khi tổng thống chấp nhận đơn từ chức Ngoại trưởng của Sherman. William R. Day đồng ý làm thư ký cho đến khi chiến tranh kết thúc.
Trong vòng hai tuần, hải quân đã có chiến thắng đầu tiên khi Commodore George Dewey tiêu diệt hạm đội Tây Ban Nha tại Trận chiến Vịnh Manila ở Philippines. Chiến thắng áp đảo của Dewey đã mở rộng phạm vi cuộc chiến từ trung tâm ở Caribe sang cuộc chiến sẽ quyết định số phận của tất cả các thuộc địa ở Thái Bình Dương của Tây Ban Nha. The tháng tiếp theo, McKinley tăng số lượng quân được gửi đến Philippines và trao cho chỉ huy lực lượng, Thiếu tướng Wesley Merritt, quyền thiết lập hệ thống pháp luật và tăng thuế—những điều cần thiết cho một thời gian chiếm đóng lâu dài. Vào thời điểm quân đội đến Philippines vào cuối tháng 6 năm 1898, McKinley đã quyết định rằng Tây Ban Nha sẽ phải đầu hàng quần đảo tới Hoa Kỳ. Ông tuyên bố cởi mở với mọi quan điểm về chủ đề này; tuy nhiên, ông tin rằng khi chiến tranh tiếp diễn, công chúng sẽ yêu cầu giữ lại các hòn đảo như một phần thưởng của chiến tranh.
Trong khi đó, tại chiến trường Caribe, một lực lượng lớn gồm quân chính quy và tình nguyện viên đã tập trung gần Tampa, Florida để tấn công Cuba. Sau thời gian trì hoãn kéo dài, quân đội, do Thiếu tướng William Rufus Shafter chỉ huy, đổ bộ vào ngày 22 tháng 6 gần Santiago de Cuba. Quân đội của Shafter giao chiến với quân Tây Ban Nha vào ngày 2 tháng 7 tại Trận chiến ở đồi San Juan. Trong một trận chiến căng thẳng kéo dài cả ngày, quân Mỹ đã giành chiến thắng, mặc dù cả hai bên đều chịu thương vong nặng nề. Ngày hôm sau, hải đội Caribe của Tây Ban Nha, vốn đang trú ẩn tại cảng Santiago, đã tiến ra biển khơi và bị Hải đội Bắc Đại Tây Dương tiêu diệt trong trận hải chiến lớn nhất thế giới chiến tranh. Shafter đã bao vây thành phố Santiago, thành phố này đã đầu hàng vào ngày 17 tháng 7, đặt Cuba dưới sự kiểm soát thực tế của Mỹ. McKinley và Miles cũng ra lệnh xâm lược Puerto Rico, gặp rất ít sự kháng cự khi đổ bộ vào tháng 7. Khoảng cách từ Tây Ban Nha và sự tàn phá của Hải quân Tây Ban Nha khiến việc tiếp tế không thể thực hiện được và chính phủ Tây Ban Nha bắt đầu tìm cách chấm dứt chiến tranh.

### Hòa bình và giành lãnh thổ

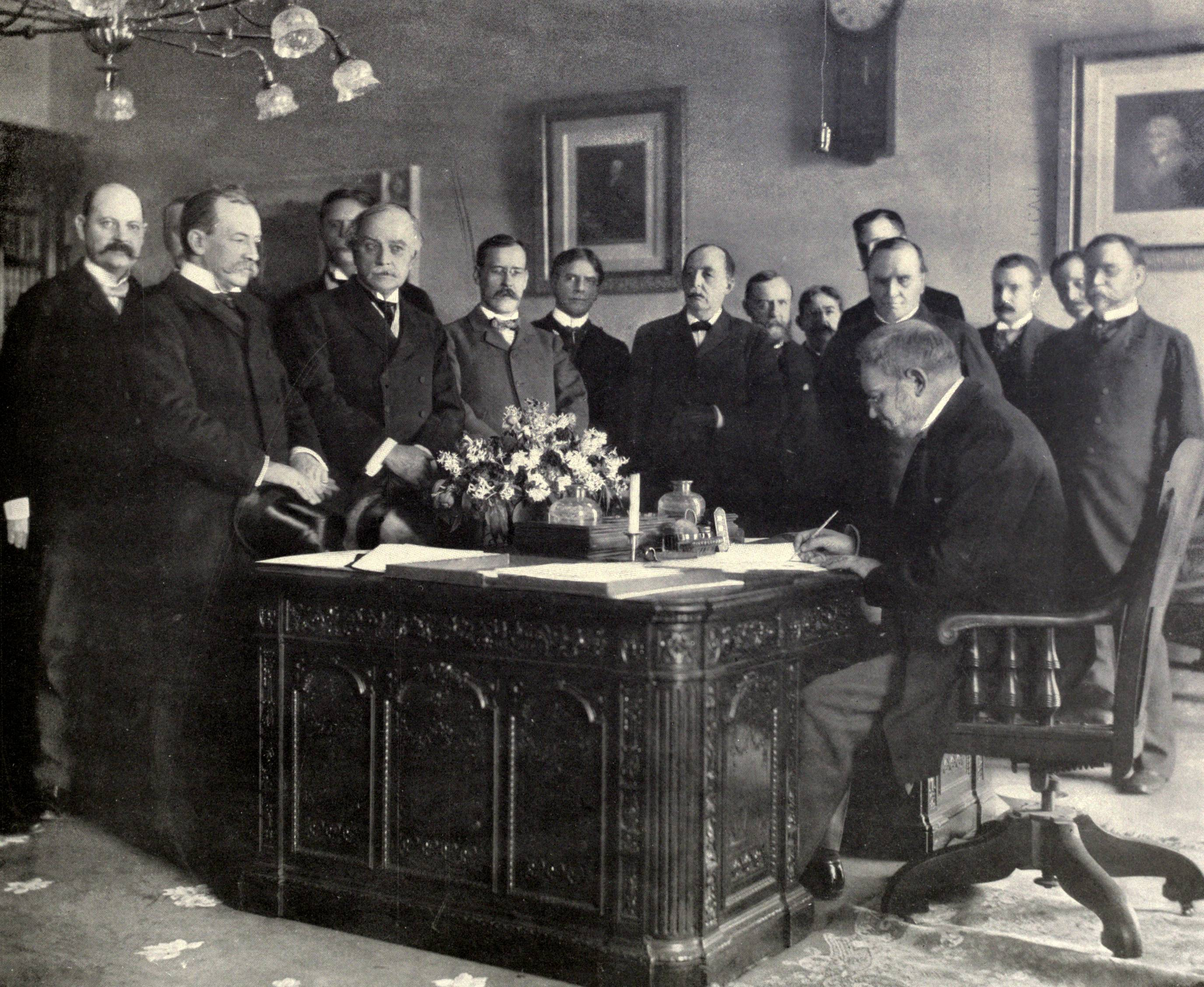
Ký kết Hiệp định Paris

Nội các của McKinley đồng ý với ông rằng Tây Ban Nha phải rời Cuba và Puerto Rico, nhưng họ không đồng ý với Philippines, với một số muốn sáp nhập toàn bộ quần đảo và một số chỉ muốn giữ lại một căn cứ hải quân trong khu vực. Mặc dù tình cảm của công chúng dường như ủng hộ việc sáp nhập Philippines, một số nhà lãnh đạo chính trị nổi tiếng—bao gồm Đảng Dân chủ Bryan, và Cleveland, và Liên đoàn Chống Đế quốc Mỹ mới thành lập—đã bày tỏ sự phản đối của họ.
McKinley đề xuất mở các cuộc đàm phán với Tây Ban Nha trên cơ sở giải phóng Cuba và sáp nhập Puerto Rico, với tình trạng cuối cùng của Philippines sẽ được thảo luận thêm. Ông thậm chí còn kiên quyết ủng hộ yêu cầu đó khi tình hình quân sự ở Cuba bắt đầu xấu đi khi quân đội Mỹ bị sốt vàng da. Tây Ban Nha cuối cùng đã đồng ý ngừng bắn theo các điều khoản đó vào ngày 12 tháng 8 và Các cuộc đàm phán hiệp ước bắt đầu ở Paris vào tháng 9 năm 1898. Các cuộc đàm phán tiếp tục cho đến ngày 18 tháng 12, khi Hiệp ước Paris được ký kết. Hoa Kỳ mua lại Puerto Rico và Philippines cũng như đảo Guam, và Tây Ban Nha từ bỏ các yêu sách của mình đối với Cuba; đổi lại, Hoa Kỳ đồng ý trả cho Tây Ban Nha 20 million (tương đương với $704 million in 2022). McKinley gặp khó khăn trong việc thuyết phục Thượng viện phê chuẩn hiệp ước với 2/3 số phiếu cần thiết, nhưng hoạt động vận động hành lang của ông và của Phó Tổng thống Hobart, cuối cùng đã thành công, khi Thượng viện bỏ phiếu ủng hộ vào ngày 6 tháng 2 năm 1899, từ 57 đến 27.

#### Hawaii

Bài báo nói về việc Hoa Kỳ Thôn tính của Cộng hòa Hawaii năm 1898

Trong chiến tranh, McKinley cũng theo đuổi việc sáp nhập Cộng hòa Hawaii. Nền cộng hòa mới, bị chi phối bởi lợi ích kinh doanh, đã lật đổ Nữ hoàng vào năm 1893 khi bà từ chối vai trò hạn chế của mình. Có một người Mỹ mạnh mẽ ủng hộ việc sáp nhập và nhu cầu về các căn cứ ở Thái Bình Dương trong thời chiến trở nên rõ ràng sau Trận Manila. McKinley lên nắm quyền với tư cách là người ủng hộ việc sáp nhập và vận động Quốc hội hành động, cảnh báo rằng không làm gì sẽ dẫn đến một cuộc phản cách mạng theo chủ nghĩa bảo hoàng hoặc một cuộc tiếp quản của Nhật Bản. Thấy trước khó khăn trong việc thuyết phục 2/3 Thượng viện thông qua một hiệp ước sáp nhập, McKinley thay vào đó đã ủng hộ nỗ lực của Đại diện Đảng Dân chủ Francis G. Newlands của Nevada nhằm đạt được kết quả bằng nghị quyết chung của cả hai viện của Quốc hội. Kết quả là Nghị quyết Newlands đã thông qua cả hai viện với tỷ lệ chênh lệch lớn và McKinley đã ký nó thành luật vào ngày 8 tháng 7 năm 1898. Người viết tiểu sử McKinley H. Wayne Morgan lưu ý, "McKinley là tinh thần dẫn dắt đằng sau sáp nhập Hawaii, thể hiện ... sự kiên quyết trong việc theo đuổi nó"; tổng thống nói với Cortelyou, "Chúng tôi cần Hawaii nhiều và nhiều hơn chúng tôi đã làm với California. Đó là vận mệnh hiển nhiên."

## Vụ ám sát

### Vụ ám sát

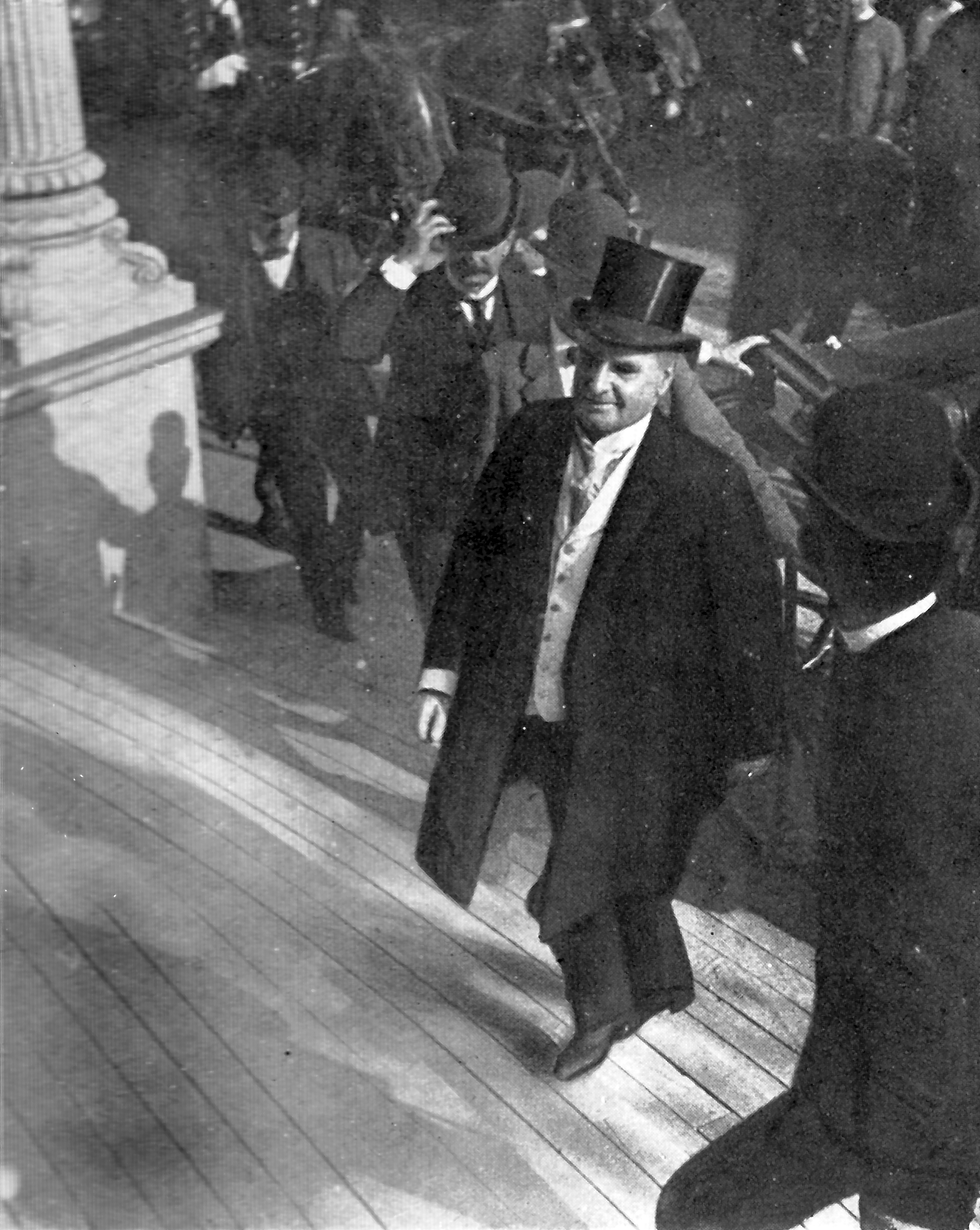
McKinley bước vào Đền Âm nhạc vào ngày 6 tháng 9 năm 1901, ngay trước khi bị bắn

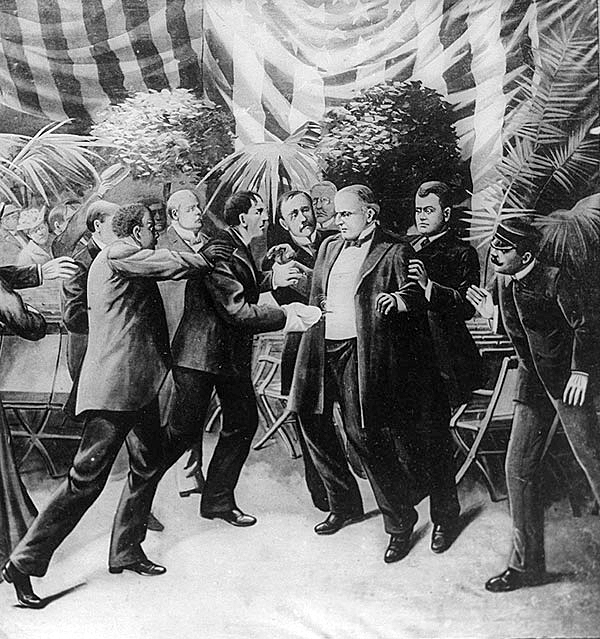
Hình ảnh vẽ McKinley bị bắn năm 1901

Mặc dù McKinley rất thích gặp gỡ công chúng, nhưng Cortelyou lo ngại về an ninh của anh ta vì những vụ ám sát gần đây của những kẻ vô chính phủ ở châu Âu, chẳng hạn như vụ ám sát Vua Umberto I của Ý vào năm trước. Ông đã hai lần cố gắng loại bỏ buổi đón tiếp công chúng khỏi chuyến thăm dự kiến của tổng thống tới triển lãm. McKinley từ chối, và Cortelyou đã sắp xếp để đảm bảo an ninh bổ sung cho chuyến đi. Vào ngày 5 tháng 9, McKinley đã phát biểu tại khu hội chợ trước đám đông 50.000 người. Trong bài phát biểu cuối cùng của mình, McKinley kêu gọi các hiệp ước có đi có lại với các quốc gia khác để đảm bảo cho các nhà sản xuất Mỹ tiếp cận thị trường nước ngoài. Ông dự định bài phát biểu này sẽ là bài phát biểu quan trọng cho kế hoạch của mình cho nhiệm kỳ thứ hai.
Một người đàn ông trong đám đông tên Leon Czolgosz hy vọng có thể ám sát McKinley. Sau khi nghe bài phát biểu của người theo chủ nghĩa vô chính phủ Emma Goldman ở Cleveland, Czolgosz đã quyết định thực hiện hành động mà ông tin rằng sẽ thúc đẩy chính nghĩa. Anh ta đã cố gắng đến gần bục tổng thống, nhưng không nổ súng, không chắc chắn có bắn trúng mục tiêu hay không. Sau khi không đến đủ gần vào ngày 5 tháng 9, Czolgosz đã đợi cho đến khi ngày hôm sau tại Temple of Music trong khuôn viên triển lãm, nơi tổng thống sẽ gặp gỡ công chúng. Czolgosz giấu súng trong một chiếc khăn tay và khi đến đầu hàng, đã bắn McKinley hai phát vào bụng ở cự ly gần.
Ngày 6 tháng 9, Leon Czolgosz tiến vào đền Âm nhạc và bắn Tổng thống bằng một khẩu súng lục giấu trong miếng vải. McKinley kêu gọi các trợ lý của mình báo tin một cách nhẹ nhàng cho Ida và ngăn chặn đám đông đang tấn công Czolgosz, một yêu cầu có thể đã cứu sống kẻ ám sát của ông. McKinley đã được đưa đến trạm sơ cứu, nơi bác sĩ không thể xác định được viên đạn thứ hai. Mặc dù một máy X-quang nguyên thủy đang được trưng bày tại khu vực triển lãm nhưng nó đã không được sử dụng. McKinley được đưa đến nhà của John G. Milburn, chủ tịch của Pan-American Exposition Company.

### Qua đời
Những ngày sau vụ nổ súng, McKinley có vẻ đã khá hơn và các bác sĩ đưa ra những thông tin ngày càng lạc quan. Các thành viên Nội các, những người đã vội vã đến Buffalo khi biết tin, đã giải tán và Phó Tổng thống Roosevelt khởi hành trong một chuyến cắm trại đến Adirondack. Tuy nhiên, đến ngày 13 tháng 9, tình trạng của McKinley trở nên tồi tệ hơn, Roosevelt lại vội vã quay trở lại Buffalo.
Lúc 2 giờ 15 sáng ngày 14 tháng 9 năm 1901, McKinley qua đời, hưởng dương 58 tuổi. Theodore Roosevelt vội vã quay trở lại Buffalo và tuyên thệ nhậm chức tổng thống. Czolgosz, bị đưa ra xét xử vì tội giết người chín ngày sau cái chết của McKinley, bị kết tội và lĩnh án tử hình vào ngày 26 tháng 9 và bị xử tử bằng ghế điện vào ngày 29 tháng 10 năm 1901.

## Tang lễ, tưởng niệm và di sản

### Nơi tang lễ và an nghỉ
Theo Gould, "Đất nước đã trải qua một làn sóng đau buồn thực sự trước tin McKinley qua đời." Thị trường chứng khoán, đối mặt với tình trạng bất ổn đột ngột, đã phải hứng chịu một đợt sụt giảm mạnh gần như không được chú ý trong sự than khóc. Cả nước tập trung sự chú ý vào chiếc quan tài đầu tiên nằm ở Phòng phía Đông của Dinh thự Điều hành và sau đó được đặt ở bang tại Điện Capitol trước khi được vận chuyển đến Canton bằng tàu hỏa.  Khoảng 100.000 người đi ngang qua quan tài mở ở Capitol Rotunda, nhiều người đã phải chờ đợi hàng giờ dưới trời mưa. Tại Canton, một số lượng tương đương cũng làm điều tương tự tại Tòa án Quận Stark vào ngày 18 tháng 9. Ngày hôm sau, lễ tang được tổ chức tại Nhà thờ Giám lý Đầu tiên. Tiếp theo, quan tài được niêm phong và đưa đến nhà McKinley, nơi người thân bày tỏ lòng kính trọng cuối cùng. Sau đó, nó được vận chuyển đến hầm tiếp nhận tại West Lawn Cemetery ở Canton để chờ đợi việc xây dựng đài tưởng niệm McKinley đã được lên kế hoạch.
Người ta kỳ vọng rộng rãi rằng Ida McKinley sẽ không sống được lâu với chồng mình; một người bạn của gia đình đã nói, khi William McKinley hấp hối, rằng họ nên chuẩn bị cho một đám tang kép. Tuy nhiên, điều này đã không xảy ra và cựu đệ nhất phu nhân đã đi cùng chồng đến dự đám tang xe lửa. Leech lưu ý "cuộc hành trình vòng quanh là một thử thách tàn khốc đối với người phụ nữ co ro trong khoang tàu tang lễ, cầu nguyện rằng Chúa sẽ đưa cô ấy đi cùng Tình yêu thân yêu nhất của mình." Cô ấy đã nghĩ quá yếu để tham dự các buổi lễ ở Washington hoặc Canton, mặc dù cô đã lắng nghe buổi lễ dành cho chồng tại cửa nhà cô trên phố North Market. Bà ở lại Canton cho đến cuối đời, lập một ngôi đền trong nhà và thường xuyên đến thăm kho tiếp nhận, cho đến khi qua đời ở tuổi 59 vào ngày 26 tháng 5 năm 1907. Bà qua đời chỉ vài tháng trước khi hoàn thành tượng đài bằng đá cẩm thạch lớn cho chồng bà ở Canton, được Tổng thống Roosevelt khánh thành vào ngày 30 tháng 9 năm 1907. William và Ida McKinley được an táng ở đó cùng các con gái của họ trên đỉnh một sườn đồi nhìn ra thành phố Canton.
- Lễ tang của Tổng thống McKinley năm 1901, phần 1
- Lễ tang của Tổng thống McKinley năm 1901, phần 2
- Lễ tang của Tổng thống McKinley năm 1901, phần 3

## Tưởng niệm
Núi Denali ở Alaska từng được đặt tên theo Tổng thống McKinley từ 1917 đến 2015.